# Chhuk Sa
Chhuk Sa es una comuna (khum) del distrito de Kompung Tralach, en la provincia de Kompot, Camboya. En marzo de 2008 tenía una población estimada de 8470 habitantes.